# 鲁诗
《魯詩》，是《詩經》四家之一。西漢初期魯國人申培所傳。西晉時《魯詩》就在流傳時散失。清朝的陈乔枞寫了一本書，名字叫《鲁诗遗说考》。